# Mykola Šmaťko
Mykola Havrylovyč Šmaťko (ukrajinsky Микола Гаврилович Шматько, 17. srpen 1943 Krasnohorivka – 15. září 2020) byl ukrajinský sochař a malíř. Proslul provokujícími sochami z bílého mramoru s politickou tematikou, k nejznámějším patří socha nahé ukrajinské expremierky Julie Tymošenkové či socha Jidášův polibek zachycující moment, kdy prezident Viktor Juščenko Tymošenkovou líbá.
Bývá označován „Král mramoru“. Vytvořil reliéfy, sochy či busty na 750 různých místech a navíc asi 500 obrazů. Známá je též jeho čtyři metry vysoká socha Panny Marie pro pravoslavný klášter ve Světogorsku, kterou vytvořil roku 2004.
Ateliér měl v Luhansku, kde pracoval se svými dvěma syny.